# Communauté de communes des Landes d'Armagnac
La communauté de communes des Landes d'Armagnac est une communauté de communes française, située dans le département des Landes et la région Nouvelle-Aquitaine

## Historique
Au 1er janvier 2013, a été créée la communauté de communes des Landes d'Armagnac. Elle est le résultat de la fusion de la Communauté de communes du Gabardan et de la communauté de communes du Pays de Roquefort, deux territoires identifiés par la forêt et l'armagnac. Elle regroupe 27 communes et s'étend sur environ 50 km. Le siège de la communauté de communes des Landes d'Armagnac est à Roquefort.

## Territoire communautaire

### Géographie
Située au nord  du département des Landes, la communauté de communes des Landes d'Armagnac regroupe 27 communes et présente une superficie de 1 064 km2.

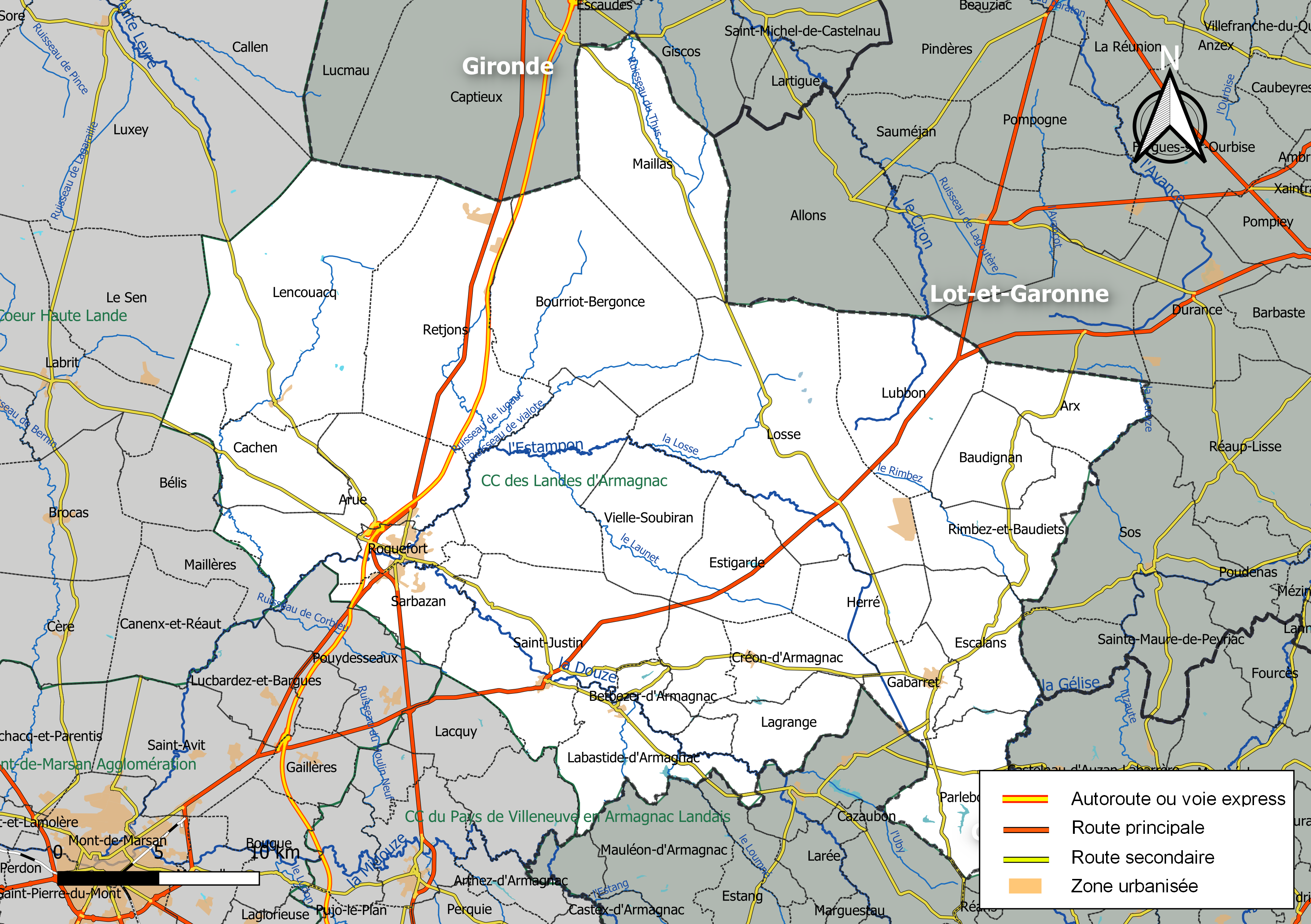
Carte de la communauté de communes des Landes d'Armagnac au 1er janvier 2019.

### Composition

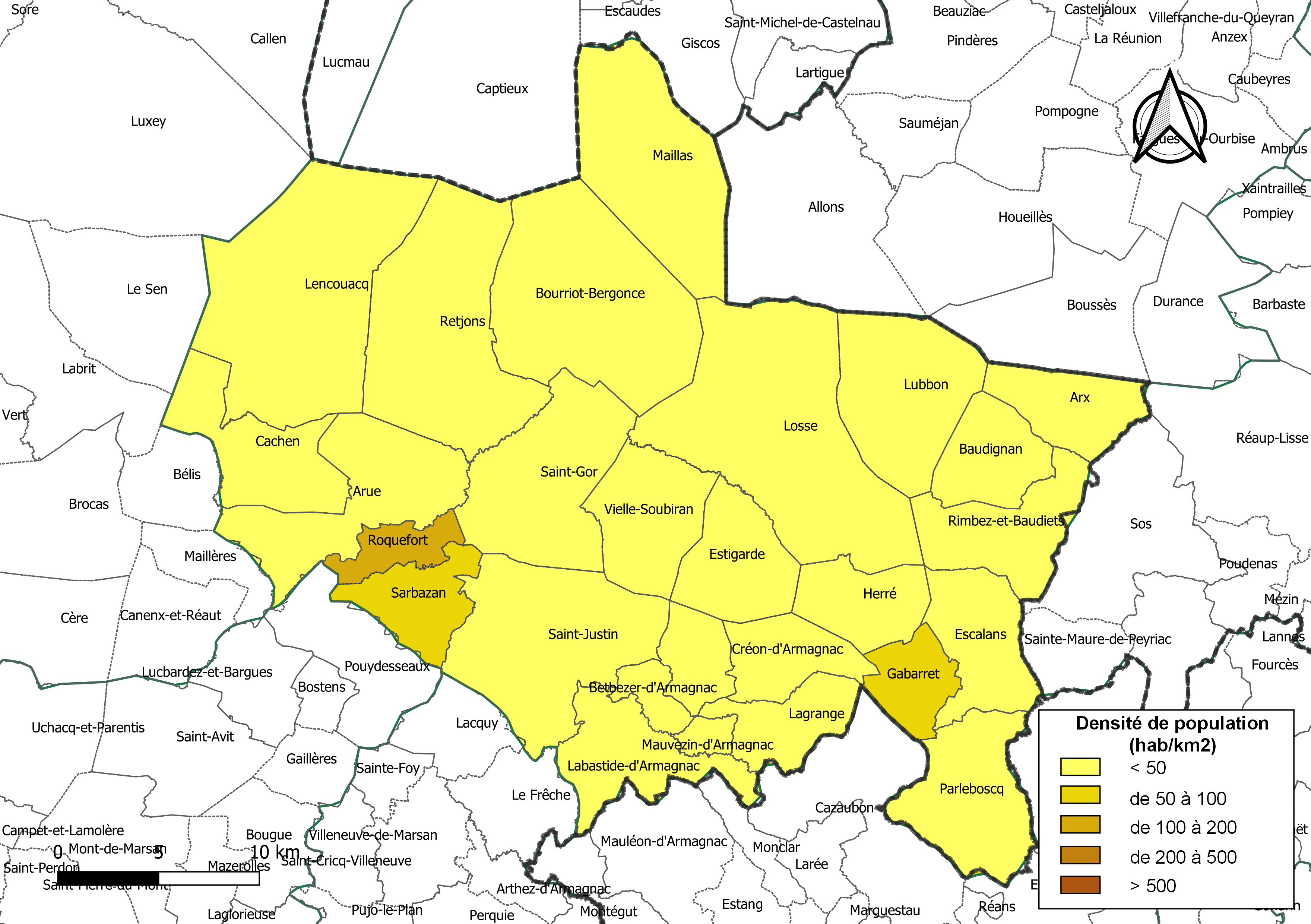
Carte des densités de population (millésimée 2016) des communes de la communauté de communes des Landes d'Armagnac. Composition en communes au 1er janvier 2019.

La communauté de communes est composée des 27 communes suivantes :

| Nom                     | Code Insee | Gentilé            | Superficie (km2) | Population (dernière pop. légale) | Densité (hab./km2) |
| ----------------------- | ---------- | ------------------ | ---------------- | --------------------------------- | ------------------ |
| Roquefort (siège)       | 40245      | Roquefortois       | 12,12            | 1 987 (2022)                      | 164                |
| Arue                    | 40014      | Atrébates          | 48,11            | 358 (2022)                        | 7,4                |
| Arx                     | 40015      | Arcais             | 24,18            | 51 (2022)                         | 2,1                |
| Baudignan               | 40030      | Baudignanais       | 23,3             | 53 (2022)                         | 2,3                |
| Betbezer-d'Armagnac     | 40039      | Betbezois          | 8,1              | 133 (2022)                        | 16                 |
| Bourriot-Bergonce       | 40053      | Bourriotais        | 82,65            | 319 (2022)                        | 3,9                |
| Cachen                  | 40058      | Cachenais          | 35,66            | 230 (2022)                        | 6,4                |
| Créon-d'Armagnac        | 40087      | Créonais           | 21,26            | 336 (2022)                        | 16                 |
| Escalans                | 40093      | Escalanais         | 30,31            | 232 (2022)                        | 7,7                |
| Estigarde               | 40096      | Estigardais        | 29,65            | 96 (2022)                         | 3,2                |
| Gabarret                | 40102      | Gabardans          | 16,9             | 1 282 (2022)                      | 76                 |
| Herré                   | 40124      | Herequois          | 23,14            | 141 (2022)                        | 6,1                |
| Labastide-d'Armagnac    | 40131      | Labastidiens       | 31,87            | 680 (2022)                        | 21                 |
| Lagrange                | 40140      | Lagrangeois        | 21,13            | 190 (2022)                        | 9                  |
| Lencouacq               | 40149      | Lencouacquais      | 96,62            | 376 (2022)                        | 3,9                |
| Losse                   | 40158      | Lossais            | 102,69           | 282 (2022)                        | 2,7                |
| Lubbon                  | 40161      | Lubbonais          | 47,74            | 80 (2022)                         | 1,7                |
| Maillas                 | 40169      | Maillassais        | 63,84            | 128 (2022)                        | 2                  |
| Mauvezin-d'Armagnac     | 40176      | Mauvezinois        | 4,68             | 99 (2022)                         | 21                 |
| Parleboscq              | 40218      | Persylvains        | 40,19            | 454 (2022)                        | 11                 |
| Retjons                 | 40164      | Retjonnais         | 77,84            | 321 (2022)                        | 4,1                |
| Rimbez-et-Baudiets      | 40242      | Rimbéziens         | 32,84            | 104 (2022)                        | 3,2                |
| Saint-Gor               | 40262      | Saint-Gorois       | 53,72            | 312 (2022)                        | 5,8                |
| Saint-Julien-d'Armagnac | 40265      | Saint-Juliénois    | 14,64            | 109 (2022)                        | 7,4                |
| Saint-Justin            | 40267      | Saint-Justinois    | 65,62            | 1 015 (2022)                      | 15                 |
| Sarbazan                | 40288      | Sarbazannais       | 22,44            | 1 151 (2022)                      | 51                 |
| Vielle-Soubiran         | 40327      | Vielle-Soubiranais | 32,71            | 224 (2022)                        | 6,8                |

### Démographie
| 1968   | 1975   | 1982   | 1990   | 1999   | 2010   | 2015   | 2021   |
| ------ | ------ | ------ | ------ | ------ | ------ | ------ | ------ |
| 12 333 | 11 395 | 10 519 | 10 346 | 10 076 | 10 605 | 10 890 | 10 768 |

## Administration
| Période                                  | Période  | Identité       | Étiquette | Qualité                                                                        |
| ---------------------------------------- | -------- | -------------- | --------- | ------------------------------------------------------------------------------ |
|                                          | 2020     | Guy Bergès     | SE        | adjoint au maire de Sarbazan, ancien conseiller général du Canton de Roquefort |
| 2020                                     | En cours | Philippe Latry | PS        | Maire de Saint-Justin                                                          |
| Les données manquantes sont à compléter. |          |                |           |                                                                                |